# 지그문트 크라신스키

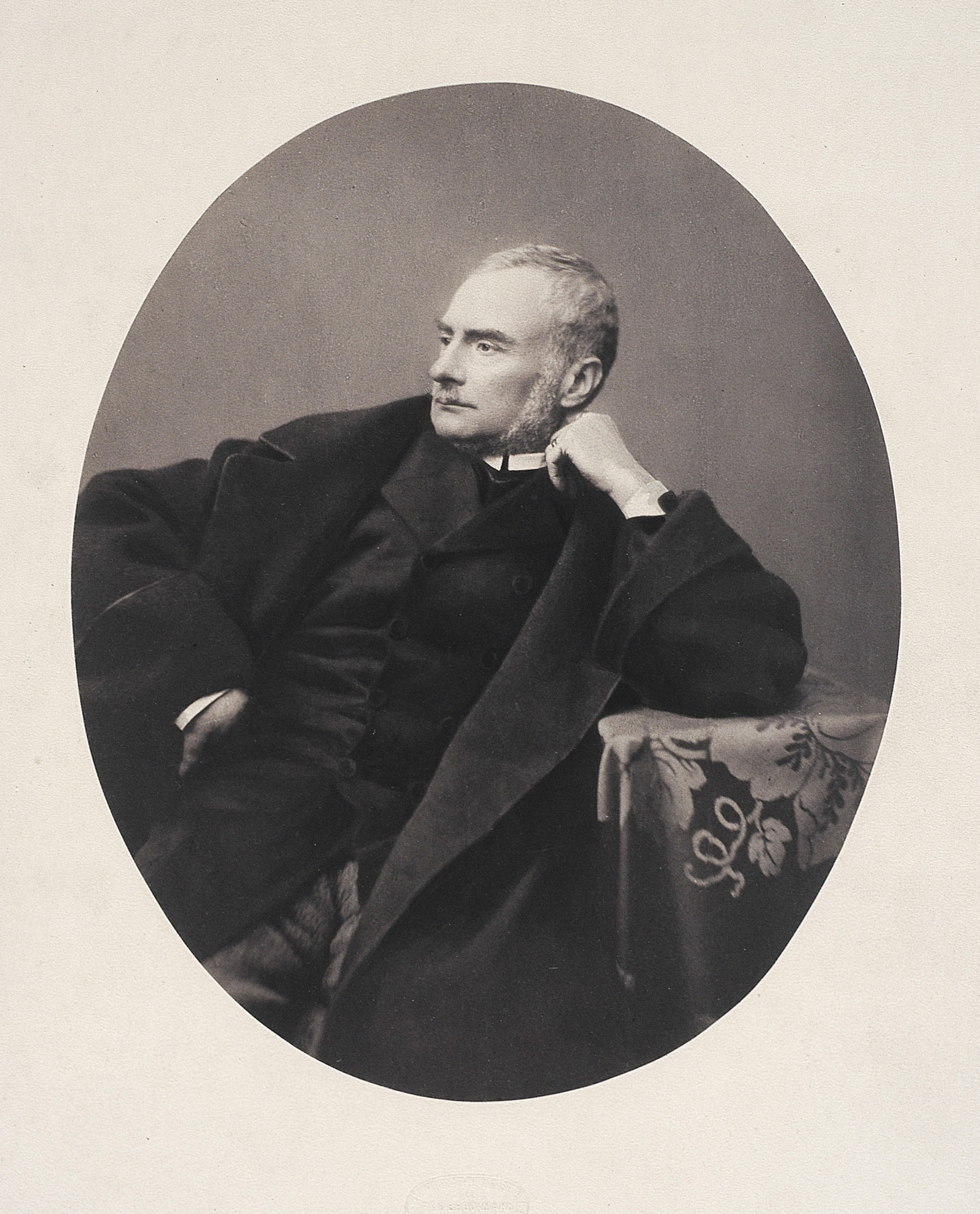
지그문트 크라신스키

지그문트 크라신스키(폴란드어: Zygmunt Krasiński, 1812년 2월 19일 ~ 1859년 2월 23일)는 폴란드의 백작이자, 아담 미츠키에비치, 율리우시 스워바츠키와 더불어 위대한 낭만적 시인들의 3중주 - 폴란드의 국민적 방랑 시인 3인방 중의 하나이다.

## 생애와 활동
그의 본명은 나폴레온 스타니스와프 아담 루드비그 지그문트 크라신스키(Napoleon Stanisław Adam Ludvig Zygmunt Krasiński)이며, 폴란드의 군인 빈첸티 크라신스키 공의 아들로 파리에서 태어났다. 그의 가족은 유명한 귀족 가문이었다고 한다. 바르샤바 대학교에서 법학을 공부하고, 제네바 대학교 재학 중 미츠키에비치를 만났다.
크라신스키는 미츠키에비치와 스워바츠키보다 더욱 사회 정치적으로 보수적이었고, 수많은 그의 작품들을 익명으로 출판하였다. 그는 철학적 메시아 신앙의 아이디어로 더욱 잘 알려졌다. 그의 드라마 〈비신곡〉(1835)은 구시대의 귀족제가 공산주의와 민주주의의 새 규칙에 의하여 꺾인 비극을 그리며, 계급적 분쟁과 러시아의 10월 혁명의 시적 예언이다.
그의 다른 드라마 작품 〈이리디온〉(1836)은 종속 국가가 자신들의 박해자들에게 대항하는 분투함과 함께 기독교의 윤리들의 논쟁을 다룬다.
크라신스키의 문학들은 열광적인 줄거리들로 가득 차있고, 고딕 소설과 단테 알리기에리의 강한 영향을 받았다. 시인의 수많은 명작을 보이면서 미움, 절망 혹은 고독 같은 인간 존재의 과격한 표정에 수많은 관심을 두었다.
크라신스키의 작품 〈아가이-한〉(Agaj-Han, 1834)은 폴란드에서도 잘 알려졌다. 그 작품은 역사적-낭만적 소설이며, 엄격한 동작들, 사망과 동족 살해의 주제에 관련된 내용들로 차있다. 후에 그는 〈미래의 찬송가〉를 썼는 데, 기독교에 사랑과 자비를 주는 내용들이 담겨있다.
그의 수많은 세월 동안의 무사는 쇼팽의 친구 델피나 포토츠카 백작 부인이었다. 그녀는 크라신스키와의 우정을 지속하였고, 그는 포토츠카 백작 부인을 위하여 〈새벽의 접근〉(1843년 출간) 등의 작품들을 썼다.
1859년 2월 23일 파리에서 47세의 나이로 사망하였다.

## 같이 보기
- 폴란드 철학사